# Dirck van Santvoort
Dirck Dircksz van Santvoort (1610 Amsterdam – 1680 Amsterdam) byl holandský malíř.
Dirck van Santvoort se narodil a zemřel v Amsterdamu, kde se v roce 1648 oženil a měl syna Rembrandta. Podruhé se oženil v roce 1657. Ačkoli není registrovaný jako Rembrandtův žák, je považován za člena Rembrandtovy malířské školy. Maloval portréty a historické alegorie.